# Sudan-Büffel
Der Sudan-Büffel (Syncerus brachyceros) ist ein Vertreter aus der Familie der Hornträger, welcher in weiten Teilen des westlichen und zentralen Afrikas vorkommt, und ein naher Verwandter des bekannteren, im östlichen und südlichen Afrika vorkommenden Kaffernbüffels (Syncerus caffer).

## Verbreitung
Das Verbreitungsgebiet ist zweigeteilt. Der westliche Teil reicht vom südöstlichen Senegal über den äußersten Südwesten von Mali, Guinea-Bissau, Guinea, die Elfenbeinküste, den Süden von Burkina Faso bis nach Togo und Benin. Der östliche Abschnitt des Verbreitungsgebietes erstreckt sich vom zentralen Nigeria über den Norden von Kamerun, den Süden des Tschad, die Zentralafrikanische Republik, den Norden der Demokratischen Republik Kongo, den Südsudan, bis zu den Tiefländern des westlichen Äthiopiens, Uganda und die Region um den Turkana-See im nördlichen Kenia.

## Merkmale
Der Sudan-Büffel hat eine Kopf-Rumpf-Länge von 200 bis 255 cm (zuzüglich eines 55 bis 70 cm langen Schwanzes), eine Schulterhöhe von 120 bis 145 cm und ein Gewicht von 350 bis 500 kg (Männchen) bzw. von 250 bis 450 kg (Weibchen). Ein Sexualdimorphismus ist deutlich ausgeprägt, die Bullen sind größer und schwerer als die Weibchen. Sudan-Büffel sind kräftig gebaut und besitzen verhältnismäßig kurze Gliedmaßen. Das Fell ist glatt und dunkelbraun gefärbt, meist mit einem nur leicht rötlichen Einschlag, aber niemals völlig schwarz. Die Hörner sind bei beiden Geschlechtern seitlich weit ausladend (53 bis 94,5 cm) und niemals so stark gekrümmt wie beim Kaffernbüffel. Bei den Männchen berühren sich die Hornbasen auf der Stirnmitte. Der massive, 43,3 bis 59,9 cm lange Schädel ist kurz und breit. Das Maul ist breit, die Nase unbehaart und feucht. Die großen, herunterhängenden Ohren sind an den Rändern gefranst. Der Schwanz endet in einer Haarquaste.
Das Gebiss hat die Zahnformel {\displaystyle {\frac {0.0.3.3}{3.1.3.3}}}.

## Lebensweise

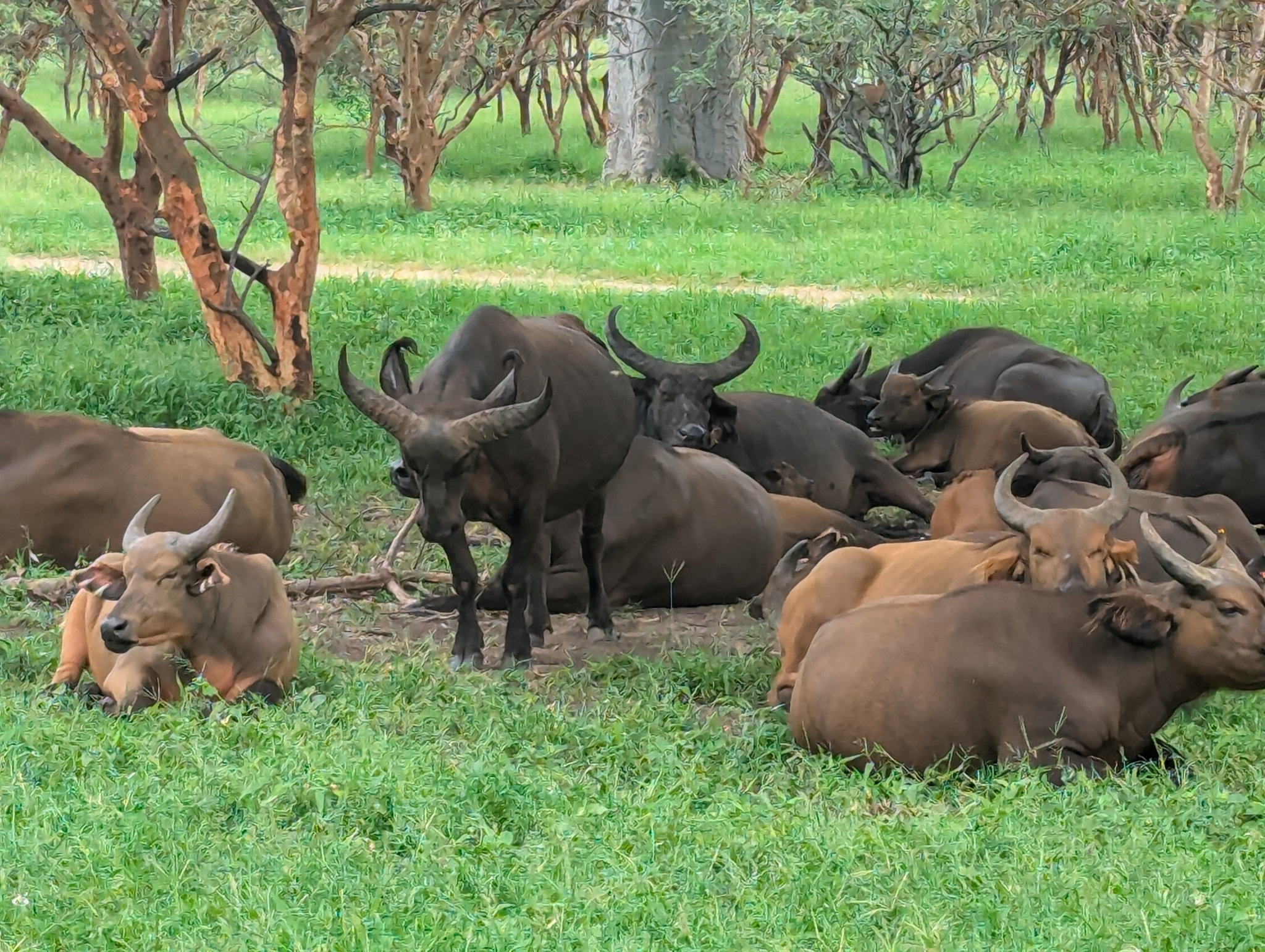
Ruhende Sudan-Büffel

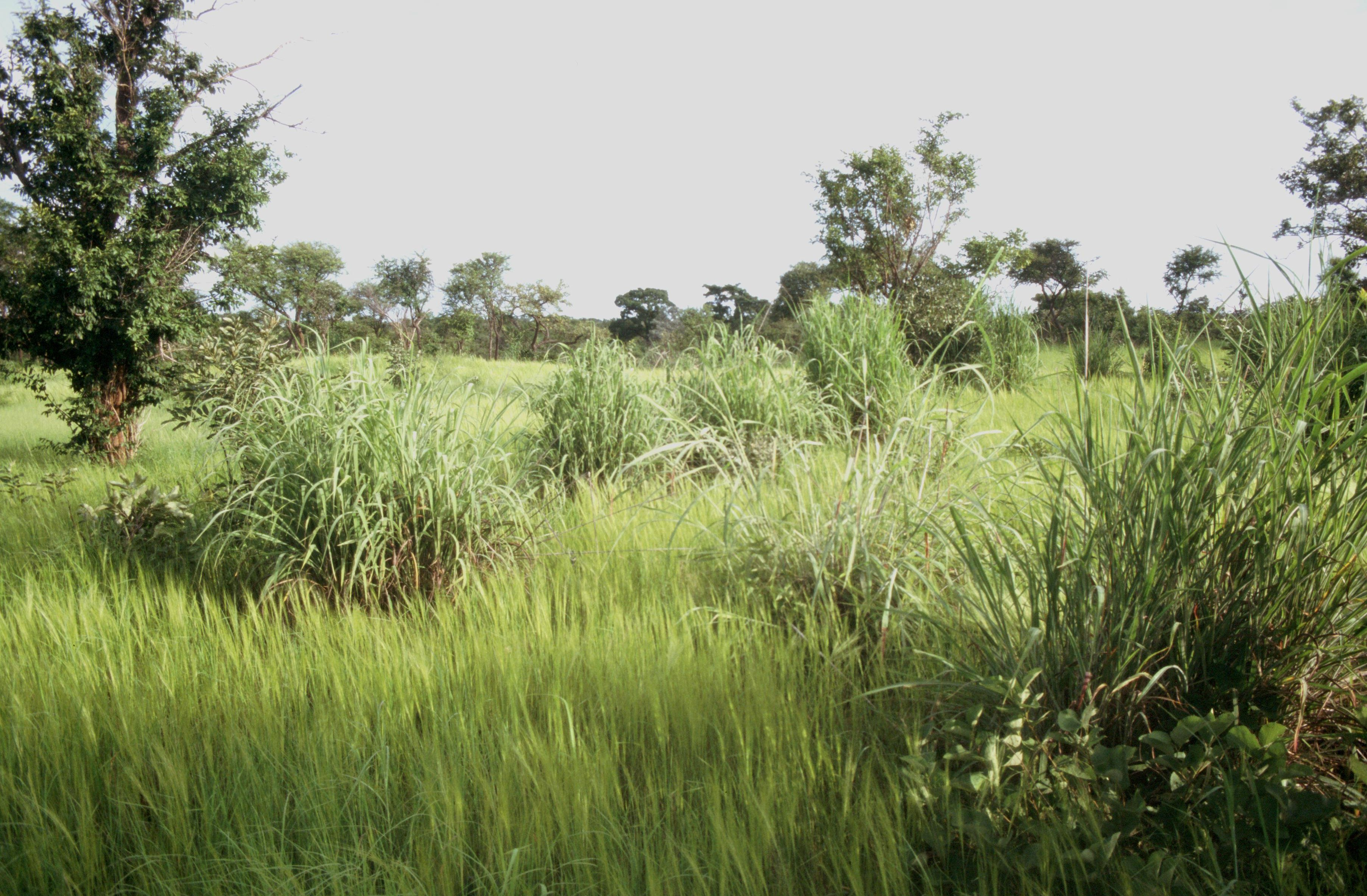
Savanne mit Andropogon gayanus in Burkina Faso

Der Sudan-Büffel kommt im Savannen- und Steppengürtel vor, der südlich der Sahara von West nach Ost durch Afrika verläuft. Die Tiere leben im offenen Grasland, aber niemals weit entfernt von Wasserstellen und verbuschten oder mit Bäumen bestandenen Regionen. In Gebieten mit Populationen des Sudan-Büffels liegt die Populationsdichte oft nur bei 0,2 bis 0,6 Individuen/km². Das ist deutlich weniger als beim Kaffernbüffel. Die Hauptnahrung des Sudan-Büffels besteht aus Gräsern. Im kamerunischen Bénoué-Nationalpark wurde der Verzehr von 16 Pflanzenarten nachgewiesen, vor allem die Süßgräser Andropogon gayanus und Andropogon tectorum. Beide werden sowohl während der Trocken- als auch in der Regenzeit gefressen. Essbare Teile verholzender Pflanzen, z. B. von Pilostigma thonningii und Gardenia erubescens, werden mehr in der Trockenzeit als in der Regenzeit gefressen. Sudan-Büffel müssen täglich trinken und tun dies, wenn immer sie in die Nähe eines Gewässers kommen.
Die Fortpflanzungsbiologie der Art ist bisher nicht näher untersucht worden. Sie ist höchstwahrscheinlich mit der des Kaffernbüffels vergleichbar. Das Maximalalter in freier Wildbahn liegt bei 18 bis 20 Jahren. Zwei in menschlicher Obhut gehaltene Exemplare wurden 21,4 bzw. 23,3 Jahre alt.

## Systematik
Der Sudan-Büffel ist eine Art aus der Gattung Syncerus und der Familie der Hornträger (Bovidae). Innerhalb der Hornträger gehört Syncerus zur Unterfamilie der Bovinae und zur Tribus der Bovini. Die Gattung stellt somit die afrikanischen Vertreter der Rinder dar. Die nächsten Verwandten bilden die Asiatischen Büffel (Bubalus), mit denen Syncerus eine Einheit bildet (Bubalina). Die beiden Gattungen trennten sich laut molekulargenetischen Untersuchungen im Oberen Miozän vor etwa 7,3 bis 5,1 Millionen Jahren.
Bis zum Anfang des 21. Jahrhunderts wurde die Gattung Syncerus als monotypisch angesehen und enthielt nur den Kaffernbüffel als Art. Alle anderen heutigen Vertreter der afrikanischen Büffel galten als Unterarten des Kaffernbüffels, deren genaue Anzahl aber umstritten war, in zahlreichen moderneren Systematiken meist jedoch zwischen zwei und fünf schwankte. Eine Revision der Hornträger aus dem Jahr 2011, durchgeführt von Colin Peter Groves und Peter Grubb, erkannte insgesamt vier bestehende Unterarten als eigenständige Arten an, die neben dem Kaffernbüffel den Rotbüffel (Syncerus nanus), den Sudan-Büffel (Syncerus brachyceros) und den Virunga-Büffel (Syncerus matthewsi) betreffen. Die Aufteilung der Gattung Syncerus in vier Arten ist aber nicht vollständig anerkannt. Anhand morphometrischer und äußerlicher Merkmale können der Kaffern- und der Rotbüffel gut voneinander abgetrennt werden, sie stellen zwei unterschiedliche Ökomorphotypen dar: der Kaffernbüffel als große, kräftige Art mit massigen Hörnern einen Savannentyp, der Rotbüffel als grazilerer Vertreter mit kleineren Hörnern einen Waldtyp. Dagegen sind die anderen Angehörigen von Syncerus, die die Offenlandschaften der Sahel- und die Bergregionen Ostafrikas bewohnen, in ihrem Aussehen eher intermediär zwischen diesen beiden. Molekulargenetische Studien zeigen eine gegenüber der hohen morphologischen Variationsbreite von Syncerus eher geringe genetische Diversität, lassen aber zwei deutlich voneinander getrennte Kladen erkennen, die einerseits die Populationen von West- und Zentralafrika (Rot- und Sudan-Büffel), andererseits die von Ost- und Südafrika betreffen (Kaffernbüffel). Die Trennung der beiden Linien erfolgte im Mittleren Pleistozän vor etwa 450.000 bis 145.000 Jahren.
Die wissenschaftliche Erstbeschreibung erfolgte 1837 durch den britischen Zoologen John Edward Gray. Gray gab der Art die wissenschaftliche Bezeichnung Bubalus brachyceros, stellte sie also in die Gattung Bubalus, die heute nur noch die Asiatischen Büffel umfasst. Als  Herkunftsregion gab er das Gebiet um den Tschadsee an. Die Gattung Syncerus wurde im Jahr 1847 durch den britischen Naturforscher Brian Houghton Hodgson eingeführt. Synonyme von Syncerus brachyceros sind S. aequnoctialis, S. azrakensis, S. centralis, S. neumanni und S. solvai.

## Gefährdung
Der Sudan-Büffel wird von der IUCN als Unterart (Syncerus caffer brachyceros) geführt, der Gefährdungsstatus ist daher nur für alle Vertreter der Gattung Syncerus als „ungefährdet“ (least concern) angegeben. Er hat in den letzten Jahrzehnten aber stetig an Lebensraum verloren, besonders im westlichen Teil des Verbreitungsgebietes. In Gambia ist er verschwunden, in Guinea gibt es nur noch einzelne Exemplare, die hin und wieder vom Senegal einwandern, und in Nigeria, Südsudan, Tschad und Togo gibt es nur noch kleine Restbestände.